# 무함마드 알셰이크
무함마드 알셰이크 알샤리프 알하사니(아랍어: محمد الشيخ الشريف الحسني), 줄여서 무함마드 알셰이크(محمد الشيخ, 1490년? ~ 1557년 10월 23일)은 모로코 사드 왕조 (1544년 ~ 1557년)의 초대 술탄이다. 모로코 일대의 포르투갈령 군사기지를 몰아내는 업적을 세웠으며, 와타스 왕조를 무너뜨리고 오스만 제국에 저항하며 모로코전역에 대한 통치를 달성하였다.

## 생애

### 와타스 왕조와 포르투갈 전쟁
1517년 아버지 아부 압달라 알카임이 서거하자 무함마드 알셰이크는 형제 아흐마드 알아라즈와 함께 사드 전쟁의 지휘권을 잡고 포르투갈 세력에 맞서 싸웠다. 그 결과 1524년 마라케시 정복에 성공하였다. 아흐마드는 마라케시의 에미르직에 올랐으나 페스를 수도로 삼던 와타스 왕조를 계속 인정하였으며, 무함마드는 타루단트의 통치자로 남았다.
1527년 와디알바이드 전투에서 와타스 세력이 패하면서 사드 왕조와 와타스 왕조의 두 세력간에 타들라 조약이 체결되었다. 이로써 두 세력은 타들라 지역을 경계로 각자 확보한 영토의 지배권을 승인하게 되었다.
1536년부터 아흐마드의 권력이 부상하면서 두 형제는 갈등을 겪게 되었다. 당시 아흐마드는 알리 아부 하순 (1524년~1554년)이 섭정을 맡고 있던 와타스 왕조와 동맹을 맺었다. 무함마드는 모로코 남부 일대의 통치력을 계속 유지하였으며, 1541년 아가디르와 연안도시를 함락시키면서 포르투갈 세력을 몰아냈다. 아가디르를 잃은 포르투갈은 과거 점령했던 아자모르와 사피에서도 즉시 철군하였으며, 아흐마드는 타필랄레트로 도주했다.

### 안달루시아와의 관계
사드 술탄국과 알안달루스와의 외교 관계는 좋지 않았지만, 무함마드 알셰이크가 포르투갈을 무찔렀다는 소식은 알안달루스인들에게도 좋은 영향을 끼쳤으며 지하드 (성전)을 이끈 영웅으로 전적인 지지를 보냈다. 무함마드 알셰이크는 당시 기독교 왕국의 레콩키스타로 위협받던 알안달루스의 구원을 위해  오스만 제국과의 동맹을 체결하려 하였으나, 알안달루스와의 외교 갈등으로 실현되지는 못했다.

### 오스만 제국과의 전쟁

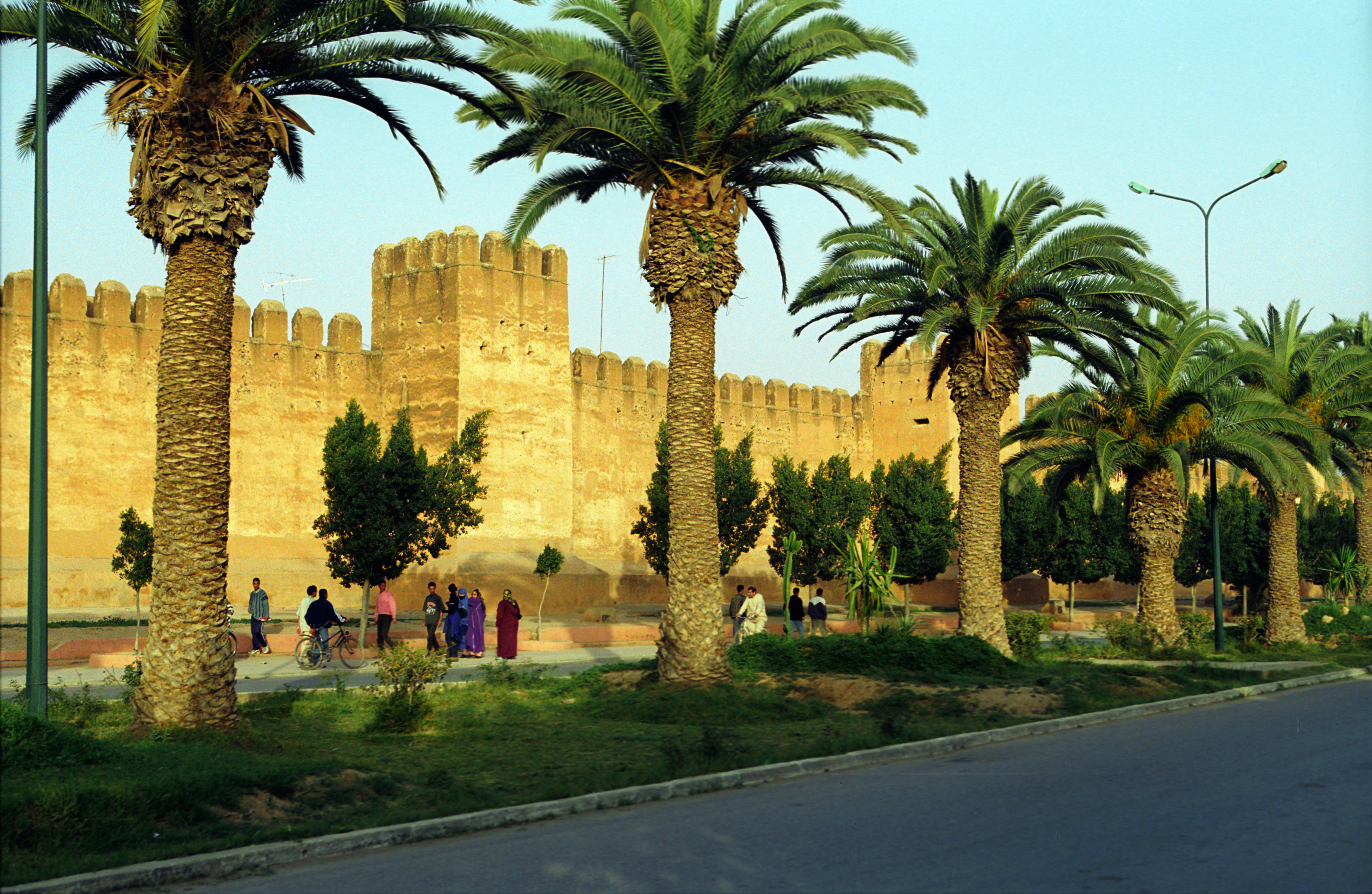
무함마드 알셰이크는 모로코 남부 도시인 타루단트를 첫 수도로 삼아 성벽을 쌓았다. 1524년 마라케시 정복 이후에는 그곳을 수도로 삼았다.

무함마드 알셰이크는 오스만 제국을 모범으로 삼아 군대를 재편한 뒤 1549년 페스 정복에 성공하였다. 페스 정복 당시 알셰이크는 1541년 아가디르 함락 당시에도 내세웠던 유럽 포병대를 다시금 활용했다. 이로써 와타스 왕조는 몰락 위기에 처하고 사드 왕조는 모로코의 유일한 왕조가 되었다. 이후 알셰이크는 아들에게 군사를 물려 주었고, 그 군사로 1550년 틀렘센을 정복함으로서 스페인의 지원을 받던 자이얀 왕조의 술탄을 축출하게 되었다.
1550년 페스, 크사르엘케비르, 아실라가 차례대로 함락하면서 모로코 내 포르투갈 세력은 세우타 (1415년~1668년), 탕헤르 (1471년~1661년), 마자간 (1502년~1769년) 정도만이 군사 거점으로 남게 되었다.
와타스 왕조의 알리 아부 하순은 오스만 제국의 지원을 받아 1554년 초에 다시 한번 페스를 정복하였다. 그러나 그 정복은 오래가지 못하고 1554년 9월 무함마드 알셰이크가 타들라 전투에서 와타스군을 완전히 물리치고 페스 시의 탈환에 성공했다. 이에 오스만군은 1556년 오란 공성전에 나섰으나, 무함마드 알셰이크는 스페인과의 동맹을 추진하고 오스만 세력에 속했던 틀렘센을 점령하게 되었다. 그 해 사드군의 최종 승리와 알리 아부 하순의 죽음으로 와타스 왕조는 완전히 사라지고 전쟁은 끝이 났다.

### 사망
무함마드 알셰이크는 오스만 제국에 대항하여 스페인과 동맹을 모색하였으나 1557년 10월 암살당하면서 뜻을 이루지 못했다. 당시 오스만 제국의 해군제독 하이레딘 바르바로사의 아들, 하산 파샤의 명령을 받은 오스만 군인들이 탈영병을 가장하여 알셰이크 휘하 군대로 들어갔다가 암살하였다.
알셰이크는 마라케시의 사드 왕릉에 묻혔으며, 알셰이크의 뒤를 이어 아들 압달라 알갈리브가 왕위에 올랐다. 압달라 알갈리브는 1558년 무함마드의 암살을 기회로 공세에 나선 오스만군을 와디알라반 전투에서 만나 격파하는 공적을 이루었다.